# 舟果荠
舟果荠（学名：Tauscheria lasiocarpa），为十字花科舟果荠属下的一个植物种。